# Ийст Хамптън (Ню Йорк)
Ист Хамптън (на английски: East Hampton) е град в окръг Съфолк, щат Ню Йорк, Съединени американски щати. Разположен е в североизточната част на остров Лонг Айлънд, на брега на Атлантическия океан. Населението му е 22 083 души (по приблизителна оценка от 2017 г.).
В Ист Хамптън умира писателят Джоузеф Хелър (1923 – 1999).